# Utende
Utende è una circoscrizione rurale (rural ward) della Tanzania situata nel distretto di Mlele, regione di Katavi. Conta una popolazione di 24 740 abitanti (censimento 2022).